# Japanski papir
Japanski papir je vrlo kvalitetan, ručno izrađen papir od tankih, finih, vrlo dugih, gipkih i čvrstih vlakanaca dobivenih od nekih odabranih biljaka što rastu u Japanu.

## Objašnjenje
Japanski papiri izrađuju se od prirodnih vlakana unutarnje kore stabljika biljaka kozu (lat. Broussonetia papyrifera), gampi (lat. Wickströmia canescens) i mitsumata (lat. Edgeworthia papyrifera) i uz minimalne dodatke kemikalija, kao primjerice sredstvo za stvaranje fine emulzije vlakana (nadomjestak za korijen biljke hibiskus ili sljezolika).
Naglašena čvrstoća kod svih pa i jako tankih japanskih papira nastaje zbog isprepletanja dugih papirnatih vlakana, a osobito dolazi do izražaja primjenom tehnike izrade nagashi-zuki. Japanski papiri iznimno su čvrsti i otporni na trganje ili pucanje te ih se može praktično neograničeno presavijati. Japanski papiri osobito su otporni na starenje jer se već od postupka usitnjavanja vlakana ne koriste nikakve kiseline već samo lužina. Također u daljnjoj obradi vlakana ne koriste se uređaji koji sadrže željezo te zahvaljujući tome proizvedeni papiri ne sadrže niti tragove klora ili željeza i potpuno su pH neutralni. Ovi tradicionalno proizvedeni takozvani čisti japanski papiri danas se najviše primjenjuju u restauraciji papirnate i knjižne građe. Zbog svega navedenog treba napomenuti da je osobito bitno nadzirati čistoću prirodnih vlakana, način i tehniku pripreme i obrade vlakana te osigurati pristup i dovoljne količine čiste izvorske vode koja se koristi u postupku flotacije (jedan od tehnoloških postupaka odvajanja korisnih od nekorisnih sastojaka mineralnih sirovina, a temelji se na razlici površinskih svojstava minerala i djelovanju privlačnih sila između površine minerala i molekula vode). Naravno da postoji velika razlika između ručno rađenih japanskih papira proizvedenih tradicionalnim načinom i serijski proizvedenih papira koje proizvode strojevi, kako kod korištenih sirovina (od lika preko konoplje, jute, trave esparto, rižine slame, bambusa pa do različitih vrsta celuloze) tako i kod dodataka (dodatci za zadržavanje čvrstoće papira prilikom vlaženja i natapanja papira, punila, premazi) čije korištenje određuje posebne osobine papira koje su potrebne za odnosnu namjenu papira. Ručna izrada papira, osobito tradicionalni način izrade japanskih papira, oduvijek je predstavljala uzor zapadnoeuropskoj industriji papira.